# Mavrovo i Rosztusa
Mavrovo i Rosztusa (macedónul Маврово и Ростуша) egy község Észak-Macedóniában, melynek székhelye Rosztusa. Nevét a székhelyről és Mavrovo településről kapta.

## Népesség
A községnek 2002-ben 8 618 lakosa volt, melyből 4 349 macedón (50,5%), 2 680 török (31,1%), 1 483 albán (17,2%), 106 egyéb.

## A községhez tartozó települések
Rosztusa, Adzsievci, Belicsica, Bibanye, Bituse, Bolyetin (Marovo i Rosztusa), Cerovo (Marovo i Rosztusa), Duf, Galicsnik, Grekonye, Jancse (Marovo i Rosztusa), Kicsinica, Krakornica, Lazaropolye, Leunovo, Mavrovszki Hanovi, Mavrovo (Macedónia), Nicspur, Nityiforovo, Nisztrovo, Nyiviste, Novo Szelo (Mavrovo i Rosztusa), Ortyuse, Priszojnica, Ribnica (Mavrovo i Rosztusa), Roszoki, Szelce (Mavrovo und Rostuša), Szence (Mavrovo i Rosztusa), Szkudrinye, Szretkovo, Szusica (Mavrovo i Rosztusa), Tanuse, Trebiste (Mavrovo i Rosztusa), Treszoncse, Velebrdo, Viduse, Volkovija (Marovo i Rosztusa), Vrben (Marovo i Rosztusa), Vrblyani (Marovo i Rosztusa), Zsirovnica (Marovo i Rosztusa) és Zsuzsnye.